# Baissama Sankoh
Baïssama Mohamed Sankoh (* 23. března 1992, Nogent-sur-Marne, Francie) je francouzsko-guinejský fotbalový obránce a reprezentant Guiney, v současnosti působí v klubu EA Guingamp.

## Klubová kariéra
Do seniorského fotbalu vstoupil v dresu francouzského klubu EA Guingamp. V sezóně 2013/14 vyhrál s Guingampem francouzský fotbalový pohár.

## Reprezentační kariéra
V A-mužstvu Guineje debutoval v roce 2013.

Zúčastnil se Afrického poháru národů 2015 v Rovníkové Guineji, kde byla Guinea vyřazena ve čtvrtfinále Ghanou po výsledku 0:3.